# Hypergeometrische Verteilung

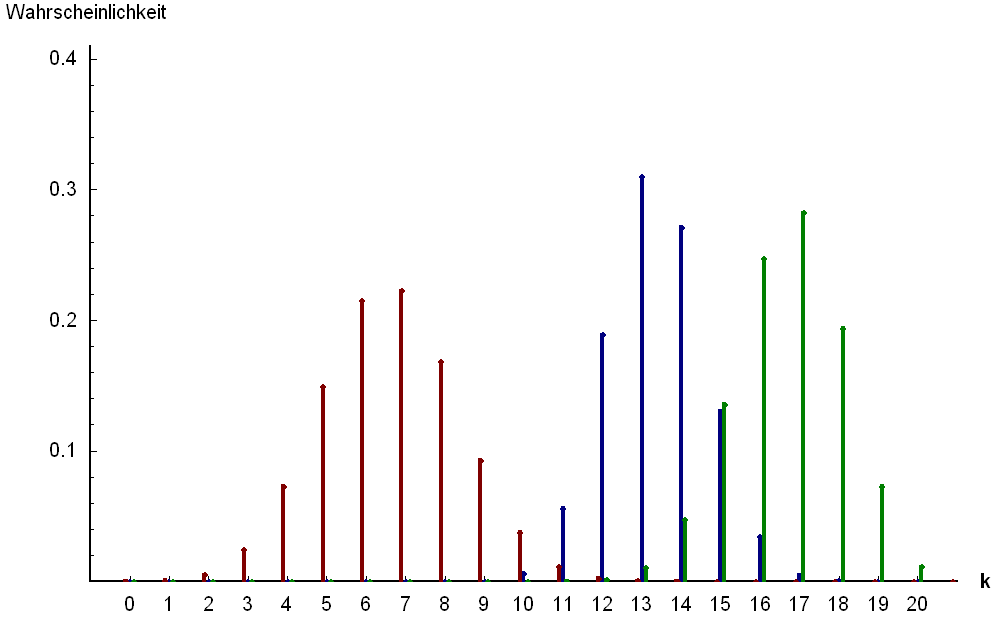
Abbildung 1: Wahrscheinlichkeitsfunktion der hypergeometrischen Verteilung für. Rot: ; Blau: ; Grün:.

Die hypergeometrische Verteilung ist eine Wahrscheinlichkeitsverteilung in der Stochastik. Sie ist univariat und zählt zu den diskreten Wahrscheinlichkeitsverteilungen. In Abgrenzung zur allgemeinen hypergeometrischen Verteilung wird sie auch klassische hypergeometrische Verteilung genannt.
Einer dichotomen Grundgesamtheit werden in einer Stichprobe zufällig {\displaystyle n} Elemente ohne Zurücklegen entnommen. Die hypergeometrische Verteilung gibt dann Auskunft darüber, mit welcher Wahrscheinlichkeit in der Stichprobe eine bestimmte Anzahl von Elementen vorkommt, die die gewünschte Eigenschaft haben. Bedeutung kommt dieser Verteilung daher etwa bei Qualitätskontrollen zu.
Die hypergeometrische Verteilung wird modellhaft dem Urnenmodell ohne Zurücklegen zugeordnet (siehe auch Kombination ohne Wiederholung). Man betrachtet speziell in diesem Zusammenhang eine Urne mit zwei Sorten Kugeln. Es werden {\displaystyle n} Kugeln ohne Zurücklegen entnommen. Die Zufallsvariable {\displaystyle X} ist die Zahl der Kugeln der ersten Sorte in dieser Stichprobe.
Die hypergeometrische Verteilung beschreibt also die Wahrscheinlichkeit dafür, dass bei {\displaystyle N} gegebenen Elementen („Grundgesamtheit des Umfangs {\displaystyle N}“), von denen {\displaystyle M} die gewünschte Eigenschaft besitzen, beim Herausgreifen von {\displaystyle n} Probestücken („Stichprobe des Umfangs {\displaystyle n}“) genau {\displaystyle k} Treffer erzielt werden, d. h. die Wahrscheinlichkeit für {\displaystyle X=k} Erfolge in {\displaystyle n} Versuchen.
Beispiel 1: In einer Urne befinden sich {\displaystyle 30} Kugeln, {\displaystyle 20} davon sind blau, also sind {\displaystyle 10} nicht blau. Wie hoch ist die Wahrscheinlichkeit {\displaystyle p}, bei einer Stichprobe von zwanzig Kugeln genau dreizehn blaue Kugeln zu ziehen (ohne Zurücklegen)? Antwort: {\displaystyle p=0{,}3096}. Dies entspricht dem blauen Balken bei {\displaystyle k=13} in Abbildung 1.
Beispiel 2: In einer Urne befinden sich {\displaystyle 45} Kugeln, {\displaystyle 20} davon sind gelb. Wie hoch ist die Wahrscheinlichkeit {\displaystyle p}, bei einer Stichprobe von zehn Kugeln genau vier gelbe Kugeln zu ziehen? Antwort: {\displaystyle p=0{,}269}. Das Beispiel wird unten durchgerechnet.

## Definition
Die hypergeometrische Verteilung ist abhängig von drei Parametern:
- der Anzahl {\displaystyle N} der Elemente einer Grundgesamtheit.
- der Anzahl {\displaystyle M\leq N} der Elemente mit einer bestimmten Eigenschaft in dieser Grundmenge (die Anzahl möglicher Erfolge).
- der Anzahl {\displaystyle n\leq N} der Elemente in einer Stichprobe.

Die Verteilung gibt nun Auskunft darüber, wie wahrscheinlich es ist, dass sich {\displaystyle k} Elemente mit der zu prüfenden Eigenschaft (Erfolge bzw. Treffer) in der Stichprobe befinden. Der Ergebnisraum {\displaystyle \Omega } ist daher {\displaystyle \{\max\{0,n+M-N\},\dotsc ,\min\{n,M\}\}}.
Eine diskrete Zufallsgröße {\displaystyle X} unterliegt der hypergeometrischen Verteilung mit den
Parametern {\displaystyle M}, {\displaystyle N} und {\displaystyle n}, wenn sie die Wahrscheinlichkeiten
{\displaystyle h(k|N;M;n):=P(X=k)={\frac {\displaystyle {M \choose k}{N-M \choose n-k}}{\displaystyle {N \choose n}}}}
für {\displaystyle k\in \Omega } besitzt. Dabei bezeichnet {\displaystyle {\tbinom {N}{n}}} den Binomialkoeffizienten „{\displaystyle N} über {\displaystyle n}“.
Man schreibt dann {\displaystyle X\sim Hyp_{N,M,n}} oder {\displaystyle X\sim H(N,M,n)}.
Die Verteilungsfunktion {\displaystyle H(k\mid N;M;n)} gibt dann die Wahrscheinlichkeit an, dass höchstens {\displaystyle k} Elemente mit der zu prüfenden Eigenschaft in der Stichprobe sind. Diese kumulierte Wahrscheinlichkeit ist die Summe
{\displaystyle H(k|N;M;n):=P\left(X\leq k\right)=\sum _{y=0}^{k}h\left(y\mid N;M;n\right)=\sum _{y=0}^{k}{\frac {\displaystyle {M \choose y}{\displaystyle {N-M} \choose {n-y}}}{\displaystyle {N \choose n}}}}.

### Alternative Parametrisierung
Gelegentlich wird auch als Wahrscheinlichkeitsfunktion
{\displaystyle Hyp_{B_{1},B_{2},n}(\{k\}):={\frac {\displaystyle {B_{2} \choose k}{B_{1} \choose n-k}}{\displaystyle {B_{1}+B_{2} \choose n}}}}
verwendet. Diese geht mit {\displaystyle N=B_{1}+B_{2}} und {\displaystyle M=B_{2}} in die obige Variante über.

## Eigenschaften der hypergeometrischen Verteilung

### Symmetrien
Es gelten folgende Symmetrien:
- Vertauschung von gezogenen Kugeln und Erfolgen: {\displaystyle h(k|N;M;n)=h(k|N;n;M)}
- Vertauschung von Erfolgen und Misserfolgen: {\displaystyle h(k|N;M;n)=h(n-k|N;N-M;n)}

### Erwartungswert
Der Erwartungswert der hypergeometrisch verteilten Zufallsvariable {\displaystyle X} ist
{\displaystyle \operatorname {E} (X)=\sum _{k=0}^{n}k{\frac {\displaystyle {M \choose k}{\displaystyle {N-M} \choose {n-k}}}{\displaystyle {N \choose n}}}=n{\frac {M}{N}}}.

### Modus
Der Modus der hypergeometrischen Verteilung ist
{\displaystyle \left\lfloor {\frac {(n+1)(M+1)}{N+2}}\right\rfloor }.
Dabei ist {\displaystyle \lfloor \cdot \rfloor } die Gaußklammer.

### Varianz
Die Varianz der hypergeometrisch verteilten Zufallsvariable {\displaystyle X} ist
{\displaystyle \operatorname {Var} (X)=\sum _{k=0}^{n}k^{2}{\frac {\displaystyle {M \choose k}{\displaystyle {N-M} \choose {n-k}}}{\displaystyle {N \choose n}}}-\left(n{\frac {M}{N}}\right)^{2}=n\,{\frac {M}{N}}\left(1-{\frac {M}{N}}\right){\frac {N-n}{N-1}}},
wobei der letzte Bruch der so genannte Korrekturfaktor (Endlichkeitskorrektur) beim Modell ohne Zurücklegen ist.

### Schiefe
Die Schiefe der hypergeometrischen Verteilung ist
{\displaystyle \operatorname {v} (X)={\frac {(N-2M)(N-1)^{\frac {1}{2}}(N-2n)}{[nM(N-M)(N-n)]^{\frac {1}{2}}(N-2)}}}.

### Charakteristische Funktion
Die charakteristische Funktion hat die folgende Form:
{\displaystyle \phi _{X}(t)={{{N-M \choose n}\,_{2}F_{1}(-n,-M;N-M-n+1;e^{it})} \over {N \choose n}}}
Wobei {\displaystyle _{2}F_{1}(\cdot ;\cdot ;\cdot )} die gaußsche hypergeometrische Funktion bezeichnet.

### Momenterzeugende Funktion
Auch die momenterzeugende Funktion lässt sich mittels der hypergeometrischen Funktion ausdrücken:
{\displaystyle M_{X}(t)={\frac {{N-M \choose n}\,_{2}F_{1}(-n,-M;N-M-n+1;e^{t})}{N \choose n}}}

### Wahrscheinlichkeitserzeugende Funktion
Die wahrscheinlichkeitserzeugende Funktion ist gegeben als
{\displaystyle m_{X}(t)={\frac {{N-M \choose n}\,_{2}F_{1}(-n,-M;N-M-n+1;t)}{N \choose n}}}

## Beziehung zu anderen Verteilungen

### Beziehung zur Binomialverteilung
Im Gegensatz zur Binomialverteilung werden bei der hypergeometrischen Verteilung die Stichproben nicht wieder in das Reservoir zur erneuten Auswahl zurückgelegt. Ist der Umfang {\displaystyle n} der Stichprobe im Vergleich zum Umfang {\displaystyle N} der Grundgesamtheit relativ klein (etwa {\displaystyle n/N<0{,}05}), unterscheiden sich die durch die Binomialverteilung bzw. die hypergeometrische Verteilung berechneten Wahrscheinlichkeiten nicht wesentlich voneinander. In diesen Fällen wird dann oft die Approximation durch die mathematisch einfacher zu handhabende Binomialverteilung vorgenommen.

### Beziehung zur Pólya-Verteilung
Die hypergeometrische Verteilung ist ein Spezialfall der Pólya-Verteilung (wähle {\displaystyle c=-1}).

### Beziehung zum Urnenmodell
Die hypergeometrische Verteilung entsteht aus der diskreten Gleichverteilung durch das Urnenmodell. Aus einer Urne mit insgesamt {\displaystyle N} Kugeln sind {\displaystyle M} eingefärbt und es werden {\displaystyle n} Kugeln gezogen. Die hypergeometrische Verteilung gibt für {\displaystyle \max\{0,n+M-N\}\leq k\leq \min\{n,M\}} die Wahrscheinlichkeit an, dass {\displaystyle k} gefärbte Kugeln gezogen werden. Andernfalls kann auch mit der Binomialverteilung in der Praxis modelliert werden. Siehe hierzu auch das Beispiel.

### Beziehung zur multivariaten hypergeometrischen Verteilung
Die multivariate hypergeometrische Verteilung ist eine Verallgemeinerung der hypergeometrischen Verteilung. Sie beantwortet die Frage nach der Anzahl der gezogenen Kugeln einer Farbe aus einer Urne, wenn diese mehr als zwei unterscheidbare Farben von Kugeln enthält. Für zwei Farben stimmt sie mit der hypergeometrischen Verteilung überein.

## Beispiele

### Lotto
Ein Beispiel für die praktische Anwendung der hypergeometrischen Verteilung ist das Lotto: Beim Zahlenlotto gibt es 49 nummerierte Kugeln; davon werden bei der Auslosung 6 gezogen. Auf dem Lottoschein werden 6 Zahlen angekreuzt.
{\displaystyle h(x|49;6;6)} gibt die Wahrscheinlichkeit dafür an, genau {\displaystyle x\in \{0,1,2,3,4,5,6\}} Richtige zu erzielen.

Wahrscheinlichkeit beim deutschen Lotto
In linearer Auftragung
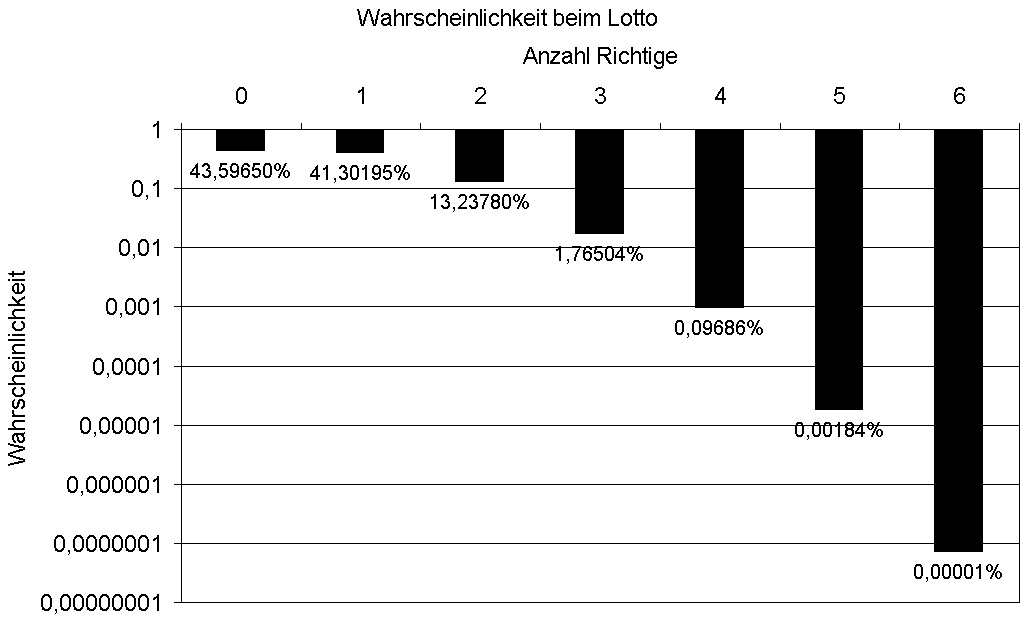
In logarithmischer Auftragung

### Texas Hold’em
Bei der Pokervariante Texas Hold’em werden von den 52 Spielkarten fünf Community Cards aufgedeckt. Wenn die diskrete Zufallsvariable {\displaystyle X} die Anzahl der Asse zählt, die aufgedeckt werden, ergibt sich für {\displaystyle X} die hypergeometrische Verteilung {\displaystyle h(k|52;4;5):=P(X=k)={\frac {\displaystyle {4 \choose k}{52-4 \choose 5-k}}{\displaystyle {52 \choose 5}}}} mit {\displaystyle N=52} Spielkarten, {\displaystyle M=4} Assen und {\displaystyle n=5} Community Cards.
Gesucht ist die Wahrscheinlichkeit, dass von den fünf Community Cards genau zwei Asse sind.
| Gesamtanzahl der Spielkarten | {\displaystyle N=52} |
| Anzahl der Asse              | {\displaystyle M=4}  |
| Umfang der Stichprobe        | {\displaystyle n=5}  |
| Anzahl der Treffer (Asse)    | {\displaystyle k=2}  |

Also {\displaystyle h(2|52;4;5)}.
Diese Wahrscheinlichkeit ergibt sich aus:
Anzahl der Möglichkeiten, genau zwei Asse auszuwählen
geteilt durch
Anzahl der Möglichkeiten, genau fünf von 52 Spielkarten auszuwählen
Es gibt
{\displaystyle {M \choose k}={4 \choose 2}=6}
Möglichkeiten, genau zwei der vier Asse auszuwählen.
Es gibt
{\displaystyle {{N-M} \choose {n-k}}={48 \choose 3}=17296}
Möglichkeiten, genau drei der 48 anderen Spielkarten auszuwählen.
Da jedes Ass mit jeder anderen Spielkarte kombiniert werden kann, ergeben sich
{\displaystyle {M \choose k}\cdot {{N-M} \choose {n-k}}={4 \choose 2}\cdot {48 \choose 3}=6\cdot 17296=103776}
Möglichkeiten für genau zwei Asse und drei andere Spielkarten.
Es gibt insgesamt
{\displaystyle {N \choose n}={52 \choose 5}=2598960}
Möglichkeiten, fünf von 52 Spielkarten aufzudecken.
Wir erhalten also die Wahrscheinlichkeit
{\displaystyle P(X=2)=h(2|52;4;5)={\frac {{4 \choose 2}\cdot {48 \choose 3}}{52 \choose 5}}={\frac {103776}{2598960}}\approx 0{,}0399},
das heißt, in etwa vier Prozent der Fälle werden genau zwei Asse aufgedeckt.
Die Werte und die Wahrscheinlichkeiten für die hypergeometrische Verteilung {\displaystyle h(k|52;4;5)} lassen sich in folgender Tabelle zusammenfassen:
| {\displaystyle X=x_{i}}          | {\displaystyle 0}                          | {\displaystyle 1}                         | {\displaystyle 2}                         | {\displaystyle 3}                       | {\displaystyle 4}                     |
| {\displaystyle P(X=x_{i})=p_{i}} | {\displaystyle {\frac {1712304}{2598960}}} | {\displaystyle {\frac {778320}{2598960}}} | {\displaystyle {\frac {103776}{2598960}}} | {\displaystyle {\frac {4512}{2598960}}} | {\displaystyle {\frac {48}{2598960}}} |

Der Erwartungswert beträgt
{\displaystyle {\color {BrickRed}\mu }=n\cdot {\frac {M}{N}}=5\cdot {\frac {4}{52}}={\color {BrickRed}{\frac {5}{13}}}}.
Die Varianz ist demnach gegeben durch
{\displaystyle \sigma ^{2}=\sum _{i=0}^{4}(x_{i}-{\color {BrickRed}\mu })^{2}p_{i}=\left(0-{\color {BrickRed}{\frac {5}{13}}}\right)^{2}\cdot {\frac {1712304}{2598960}}+\left(1-{\color {BrickRed}{\frac {5}{13}}}\right)^{2}\cdot {\frac {778320}{2598960}}+\left(2-{\color {BrickRed}{\frac {5}{13}}}\right)^{2}\cdot {\frac {103776}{2598960}}+\left(3-{\color {BrickRed}{\frac {5}{13}}}\right)^{2}\cdot {\frac {4512}{2598960}}+\left(4-{\color {BrickRed}{\frac {5}{13}}}\right)^{2}\cdot {\frac {48}{2598960}}\approx 0{,}327}
Für die Standardabweichung ergibt sich damit:
{\displaystyle \sigma ={\sqrt {\sigma ^{2}}}\approx {\sqrt {0{,}327}}\approx 0{,}572}.

### Ausführliches Rechenbeispiel mit Kugeln
In einem Behälter befinden sich 45 Kugeln, von denen 20 gelb sind. Es werden zehn Kugeln ohne Zurücklegen entnommen.
Die hypergeometrische Verteilung gibt die Wahrscheinlichkeit dafür an, dass genau x = 0, 1, 2, 3, …, 10 der entnommenen Kugeln gelb sind.
Zu dem oben aufgeführten Beispiel der farbigen Kugeln soll die Wahrscheinlichkeit ermittelt werden, dass genau 4 gelbe Kugeln resultieren.
| Gesamtanzahl der Kugeln         | {\displaystyle N=45} |
| Anzahl mit der Eigenschaft gelb | {\displaystyle M=20} |
| Umfang der Stichprobe           | {\displaystyle n=10} |
| Anzahl der Treffer (gelb)       | {\displaystyle k=4}  |

Also {\displaystyle h(4|45;20;10)}.
Die Wahrscheinlichkeit ergibt sich aus:
Anzahl der Möglichkeiten, genau 4 gelbe (und damit genau 6 violette) Kugeln auszuwählen
geteilt durch
Anzahl der Möglichkeiten, genau 10 von 45 Kugeln beliebiger Farbe auszuwählen
Es gibt
{\displaystyle {M \choose k}={20 \choose 4}=4845}
Möglichkeiten, genau 4 gelbe Kugeln auszuwählen.
Es gibt
{\displaystyle {{N-M} \choose {n-k}}={25 \choose 6}=177\,100}
Möglichkeiten, genau 6 violette Kugeln auszuwählen.
Da jede gelbe Kugel mit jeder violetten Kugel kombiniert werden kann, ergeben sich
{\displaystyle {M \choose k}\cdot {{N-M} \choose {n-k}}=4845\cdot 177100=858\,049\,500}
Möglichkeiten für genau 4 gelbe und 6 violette Kugeln.
Es gibt insgesamt
{\displaystyle {N \choose n}={45 \choose 10}=3\,190\,187\,286}
Möglichkeiten, 10 Kugeln zu ziehen.
Wir erhalten also die Wahrscheinlichkeit
{\displaystyle P(X=4)=h(4|45;20;10)={\frac {{20 \choose 4}\cdot {25 \choose 6}}{45 \choose 10}}={\frac {858049500}{3190187286}}\approx 0{,}269},
das heißt, in rund 27 Prozent der Fälle werden genau 4 gelbe (und 6 violette) Kugeln entnommen.
Alternativ kann das Ergebnis auch mit folgender Gleichung gefunden werden
{\displaystyle P(X=4)=h(4|45;10;20)={\frac {{10 \choose 4}\cdot {35 \choose 16}}{45 \choose 20}}\approx 0{,}269}
Es befinden sich in der Stichprobe von 10 Kugeln nämlich 4 gelbe Kugeln. Die restlichen 16 gelben Kugeln befinden sich unter den 35 übriggebliebenen Kugeln, die nicht zur Stichprobe gehören.

## Zahlenwerte zu den Beispielen
| x              | Anzahl möglicher Ergebnisse | Wahrscheinlichkeit in % |
| -------------- | --------------------------- | ----------------------- |
| 0              | 3.268.760                   | 0,1024                  |
| 1              | 40.859.500                  | 1,2807                  |
| 2              | 205.499.250                 | 6,4416                  |
| 3              | 547.998.000                 | 17,1776                 |
| 4              | 858.049.500                 | 26,8965                 |
| 5              | 823.727.520                 | 25,8207                 |
| 6              | 490.314.000                 | 15,3694                 |
| 7              | 178.296.000                 | 5,5889                  |
| 8              | 37.791.000                  | 1,1846                  |
| 9              | 4.199.000                   | 0,1316                  |
| 10             | 184.756                     | 0,0058                  |
| ∑              | 3.190.187.286               | 100,0000                |
| Erwartungswert | Erwartungswert              | 4,4444                  |
| Varianz        | Varianz                     | 1,9641                  |

| x              | Anzahl möglicher Ergebnisse | Wahrscheinlichkeit in % |
| -------------- | --------------------------- | ----------------------- |
| 0              | 3.247.943.160               | 0,1024                  |
| 1              | 40.599.289.500              | 1,2808                  |
| 2              | 204.190.544.250             | 6,4416                  |
| 3              | 544.508.118.000             | 17,1776                 |
| 4              | 852.585.079.500             | 26,8965                 |
| 5              | 818.481.676.320             | 25,8207                 |
| 6              | 487.191.474.000             | 15,3694                 |
| 7              | 177.160.536.000             | 5,5889                  |
| 8              | 37.550.331.000              | 1,1846                  |
| 9              | 4.172.259.000               | 0,1316                  |
| 10             | 183.579.396                 | 0,0058                  |
| 11 … 20        | 0                           | 0                       |
| ∑              | 3.169.870.830.126           | 100,0000                |
| Erwartungswert | Erwartungswert              | 4,4444                  |
| Varianz        | Varianz                     | 1,9641                  |

| x              | Anzahl möglicher Ergebnisse | Wahrscheinlichkeit in % |
| -------------- | --------------------------- | ----------------------- |
| 0              | 6.096.454                   | 43,5965                 |
| 1              | 5.775.588                   | 41,3019                 |
| 2              | 1.851.150                   | 13,2378                 |
| 3              | 246.820                     | 1,765                   |
| 4              | 13.545                      | 0,0969                  |
| 5              | 258                         | 0,0018                  |
| 6              | 1                           | 0,0000072               |
| ∑              | 13.983.816                  | 100,0000                |
| Erwartungswert | Erwartungswert              | 0,7347                  |
| Varianz        | Varianz                     | 0,5776                  |